# Украина (песня)
«Украина» — музыкальный сингл российской рок-группы «Ногу свело!», написанный в 2022 году и посвящённый Украине и её противостоянию российскому вторжению. Клип на песню вышел в день России, 12 июня 2022 года, за три дня собрав 2 млн просмотров. 24 февраля 2023 года вышел новый вариант песни «Украина. Год войны», с новым клипом и одним куплетом исполненном на украинском языке.

## Содержание
В песне герой солиста группы Максима Покровского ведёт диалог с сыном и дочерью о нападении России на Украину, обещая, что Украина скоро одержит победу. Помимо всего прочего в песне упоминаются города-герои Украины пострадавшие от обстрелов: Киев, Мариуполь, Одесса, Харьков и Буча. Также даётся намёк на их скорейшее восстановление.
В связи с выходом песни Покровский написал на своей странице в Instagram:
Предыдущие 34 года своего существования мы шли непростыми путями для того, чтобы сейчас, в этой точке, в этот конкретный момент времени появилась на свет именно эта песня. Что с нами со всеми будет дальше, знает только Всевышний. Мы знаем лишь то, что с Украиной всё будет хорошо.

## Клип
В музыкальном клипе к песне Максим Покровский, одетый в похожую на косоворотку рубаху, предстаёт в образе отца, утешающего сына и дочь, говоря, что «воздушная тревога» вскоре закончится и настанет мир. На фоне полей Покровский поёт про любовь к Украине, называя эту страну своей «второй половиной».
Режиссёром клипа выступил Алекс Мусин. Съёмки проходили в США, на границе штатов Нью-Джерси и Пенсильвания. По замыслу режиссёра, было подобрано место с ландшафтом, похожим на типичный для Украины. Игравшие в клипе люди не были профессиональными актёрами и снимались бесплатно, многие были выходцами с Украины. К примеру, мать с сыном, которые играли в клипе дочь и сына героя Покровского, уехали из Луганска в США почти за месяц до начала премьеры клипа.
Второй клип, выпущенный в феврале 2023 года, был снят в церкви с органом. Часть песни исполняется на украинском. 
24 августа 2023 года, в честь Дня Независимости Украины, была выпущена третья версия песни которая исполнена полностью на украинским языке. В клипе используются фотографии последствий российского нападения на Украину снятые украинским фотографом Евгением Малолеткой.